# Omega-3-Säurenethylester
Omega-3-Säurenethylester ist ein flüssiges, teilsynthetisches Stoffgemisch, das aus Fischöl hergestellt und als Arzneistoff aus der Wirkstoffklasse der Lipidsenker eingesetzt wird.

## Zusammensetzung

a–e: Anzahl der Wiederholeinheiten
Vergleich der chemischen Strukturen von Fischöl und Omega-3-Säurenethylester. Oben: Grundstrukturen der in Fischöl enthaltenen Triglyceride: Glycerin (braun) ist mit unterschiedlichen gesättigten und ungesättigten Fettsäuren (FS) verestert. Bei mehrfach ungesättigten FS ist c bzw. e größer als Eins. Je nach Lokalisation der ersten Doppelbindung vom Omega-Ende aus gesehen unterscheidet man ungesättigte FS in „Omega-3-Säuren“, „Omega-6-Säuren“ und so weiter. Unten: Strukturen der in Omega-3-Säurenethylester enthaltenen Komponenten, hauptsächlich die Ethylester (Ethanolkomponente: blau) der EPA (b=1, c=5) und DHA (b=0, c=6)

Omega-3-Säurenethylester ist ein Gemisch aus den teilsynthetischen Ethylestern langkettiger, mehrfach ungesättigter Fettsäuren, die aus Fischöl gewonnen werden. Es existiert in unterschiedlichen Qualitäten. Im Europäischen Arzneibuch sind zwei Sorten spezifiziert, Omega-3-Säurenethylester 90 und Omega-3-Säurenethylester 60. Hauptkomponenten sind jeweils die Ethylester der beiden hoch ungesättigten Omega-3-Fettsäuren Eicosapentaensäure (EPA) und Docosahexaensäure (DHA). Neben EPA und DHA umfasst das Spektrum der Omega-3-Fettsäuren weiterhin α-Linolensäure (C18:3), Stearidonsäure (C18:4), all-cis-5,8,11,14-Eicosatetraensäure (C20:4), Heneicosapentaensäure (C21:5) und Docosapentaensäure (C22:5). In dem arzneilich verwendeten Omega-3-Säurenethylester 90 beträgt der Gesamtgehalt an diesen Omega-3-Säurenethylestern mindestens 90 %. Darauf bezieht sich auch der Wirkstoffname. Omega-3-Säurenethylester 60 beinhaltet drei Subtypen, die mindestens 55 %, 60 % oder 65 % Omega-3-Säurenethylester enthalten. Weitere Bestandteile sind Ethylester von gesättigten Fettsäuren sowie von einfach und mehrfach ungesättigten Omega-6-, -7-, -9- und -11-Säuren.
Die Omega-3-Säurenethylester werden durch Molekulardestillation aus Fischöl gewonnen. Ausgangsstoff ist das Körperöl (Muskelöl) fetter Fischspezies von Familien wie Engraulidae, Carangidae, Clupeidae, Osmeridae, Salmonidae und Scombridae. Im natürlichen Fischöl sind die Omega-3-Fettsäuren als Triglyzeridester in einem Anteil von ca. 20 % enthalten.
| Name                          | Summe Omega-3- Säurenethylester | EPA+DHA- Ethylester | EPA(C20:5)- Ethylester | DHA(C22:6)- Ethylester |
| ----------------------------- | ------------------------------- | ------------------- | ---------------------- | ---------------------- |
| Omega-3-Säuren- ethylester 90 | ≥ 90,0 %                        | 80,0-88,2 %         | 43,0-49,5 %            | 34,5-40,3 %            |
| Omega-3-Säuren- ethylester 60 | ≥ 55,0 %                        | ≥ 50,0 %            | ≥ 40,0 %               | -                      |
| Omega-3-Säuren- ethylester 60 | ≥ 60,0 %                        | ≥ 50,0 %            | -                      | ≥ 40,0 %               |
| Omega-3-Säuren- ethylester 60 | ≥ 65,0 %                        | ≥ 50,0 %            | ≥ 25,0 %               | ≥ 20,0 %               |

Durch Umesterung zu Ethylestern können diese pharmakologisch wirksamen Substanzen isoliert und bis zu 90 % konzentriert werden. Durch physikalisch-chemische Prozesse werden die Substanzen hochgereinigt und sind daher frei von Schadstoffen (wie z. B. Quecksilber und Schwermetallen) und enthalten – im Gegensatz zu natürlichem Fischöl – keine Triglyzeride. Die pharmakologisch wirksamen Substanzen aus dem Fischöl (EPA und DHA) liegen in Omega-3-Säurenethylester 90 somit in isolierter und hochgereinigter Form vor. Tocopherol wird als Antioxidans zugesetzt.
(Zu Vorkommen, diversen Eigenschaften und biologischen Funktionen s.a. die Hauptartikel der Einzelstoffe Eicosapentaensäure und Docosahexaensäure).

## Klinische Informationen
| Allgemeine Angaben    | Allgemeine Angaben | Allgemeine Angaben |
| --------------------- | --- | --- |
| Substanzeigenschaften | Hellgelbe Flüssigkeit mit schwachem, fischähnlichen Geruch. Praktisch unlöslich in Wasser, sehr leicht löslich in Aceton, Ethanol, Heptan und Methanol. Der Gesamtgehalt an Omega-3-Säurenethylestern beträgt mindestens 90 %. | Hellgelbe Flüssigkeit mit schwachem, fischähnlichen Geruch. Praktisch unlöslich in Wasser, sehr leicht löslich in Aceton, Ethanol, Heptan und Methanol. Der Gesamtgehalt an Omega-3-Säurenethylestern beträgt mindestens 90 %. |
| ATC-Code              | C10AX06 | C10AX06 |
| Wirkstoffklasse       | Lipidsenker | Lipidsenker |
| Verschreibungspflicht | Ja (D, USA) | Ja (D, USA) |
| Hauptkomponenten      | | |
| Name                  | Eicosapentaen-säureethylester (Icosapent-Ethyl) | Docosahexaen-säureethylester (Doconexent-Ethyl) |
| Strukturformel        | Strukturformel von Icosapent-Ethyl | Strukturformel von Docosahexaensäureethylester |
| Summenformel          | C22H34O2 | C24H36O2 |
| CAS-Nummer            | 86227-47-6 | 73310-11-9 |

### Anwendungsgebiete
- Hypertriglyzeridämie

Omega-3-Säurenethylester 90 wird zur Behandlung erhöhter Blutfette (Hypertriglyzeridämie) eingesetzt, wenn diätetische Maßnahmen alleine nicht ausreichen. Sind nicht nur die Triglyzeride erhöht, sondern auch das LDL-Cholesterin, so erfolgt die Therapie in Kombination mit HMG-CoA-Reduktase-Inhibitoren, sogenannten Statinen. Die Dosierung beträgt hier 2–4 Gramm Omega-3-Säurenethylester 90 pro Tag. Erkenntnisse zu einem Langzeiteffekt (mehr als ein Jahr) auf die Lipidsenkung liegen nicht vor.
- Sekundärprävention nach Myokardinfarkt

Ein weiteres Anwendungsgebiet stellte die Sekundärprävention nach Myokardinfarkt dar. In der Literatur wurden positive Effekte vor allem durch eine antiarrhythmische Wirkung diskutiert. Eine Prüfung durch den Ausschuss für Humanarzneimittel der EMA ergab jedoch, dass Omega-3-Säurenethylester 90 nicht wirksam seien, um weitere Herzerkrankungen nach einem Herzinfarkt zu verhindern. Für dieses Anwendungsgebiet wurde die Zulassung durch das BfArM im Juni 2019 widerrufen. Die hierzu angewandte Dosierung von 1 Gramm täglich hat keinen signifikanten lipidsenkenden Effekt.

### Nebenwirkungen
Die häufigsten Nebenwirkungen von Omega-3-Fettsäurenethylester 90 sind ein fischartiger Nachgeschmack, gastrointestinale Störungen (zum Beispiel Durchfall) und Übelkeit.

### Wirkungsmechanismus
Omega-3-Säurenethylester 90 bewirken in einer Dosierung ab 2 Gramm täglich eine Senkung der Triglyzeride, die mit steigender Dosis zunimmt. Der eigentliche Wirkungsmechanismus ist noch nicht vollständig aufgeklärt, es wird jedoch postuliert, dass EPA und DHA in entsprechend hoher Konzentration die Synthese der triglyzeridreichen Lipoproteine (VLDL, very low density Lipoproteine) in der Leber reduziert. Ebenfalls wird die Lipoproteinlipase aktiviert und somit der Abbau triglyzeridreicher Partikel (VLDL, Chylomicronen) gefördert. 2010 wurde zudem erstmals ein Omega-3-Fettsäuren-Rezeptor, GPR 120, in Makrophagen und Adipozyten beschrieben, der antiinflammatorische und Insulin-sensibilisierende Effekte vermittelt. Die triglyzeridsenkende Wirkung beträgt je nach Ausgangswerten und eingesetzter Dosierung zwischen 30 % und 45 %. Bei gleichzeitiger Gabe mit Statinen wird die blutfettsenkende Wirkung der Omega-3-Säurenethylester 90 verstärkt.
Neben den lipidsenkenden Effekten zeigen sich auch kardioprotektive Effekte wie z. B. eine antiarrhythmische, antiinflammatorische, antithrombotische und membranstabilisierende Wirkung.

### Fertigpräparate (Handelsnamen)
Zodin (D), Omacor (D), Lovaza (USA)